# Inocelliidae
Inocelliidae é uma pequena família de moscas-cobra que tem 8 géneros, dos quais 1 apenas é conhecido do registo fóssil. A maior das espécies conhecidas é Fibla carpenteri conhecida de fósseis encontrados em âmbar do Báltico.

## Taxonomia
- Família Inocelliidae Navás
  - Subfamília †Electrinocelliinae Engel, 1995
    - Género †Electrinocellia Engel, 1995 (Eoceno; âmbar do Báltico)

  - Subfamília Inocelliinae Engel, 1995
    - Género Amurinocellia Aspöck & Aspöck, 1973 (Recente)
    - Género Fibla Navás, 1915 (Eoceno-Recente; Fósseis: âmbar do Báltico, Espanha, EUA)
    - Género Indianoinocellia (Recente)
    - Género Inocellia Schneider, 1843 (Recente)
    - Género Negha Navas, 1916 (Recente)
    - Género Parainocellia (Recente)
    - Género Sininocellia (Recente)